# Стан
Стан или стамбена јединица је засебан архитектонски простор једне грађевине, осмишљен као пребивилаште појединца, породице или неке друге групе људи. Грађевина унутар које се налазе станови се назива стамбена зграда.
Према броју соба, стан може бити гарсоњера, једнособан, двособан, трособан итд.
Према типу власништва, стан може бити у приватном или државном власништву. Корисници стана, уколико сами нису власници, могу бити подстанари.

## Терминологија
Термин apartment је фаворизован у Северној Америци (иако се у неким градовима flat користи за јединицу која је део куће која садржи две или три јединице, обично један од спратова). У Великој Британији, термин apartment је уобичајенији у професионалним некретнинама и архитектонским круговима где се иначе термин flat користи уобичајено, али не искључиво, за стан на једном нивоу (дакле, „равни“ стан).

### По величини зграде
Стамбене зграде су вишеспратнице у којима су три или више резиденција садржане у једној структури. Таква зграда се може назвати стамбеном зградом, стамбеним комплексом, стамбеним блоком, кулом, небодером или, повремено, mansion block (на британском енглеском), посебно ако се састоји од много станова за изнајмљивање. Висока стамбена зграда се обично назива резиденциона кула, стамбена кула или стамбени блок у Аустралији.
Висока зграда се различито дефинише својом висином у различитим јурисдикцијама. Може бити само стамбена, у ком случају се може назвати и кулом, или може укључивати друге функције као што су хотели, канцеларије или продавнице. Не постоји јасна разлика између куле и небодера, иако се зграда са педесет и више спратова генерално сматра небодером. Високе зграде постале су могуће проналаском лифта и јефтинијим, обилнијим грађевинским материјалом. Њихов конструктивни систем је обично направљен од армираног бетона и челика.
Ниске зграде и зграде средње величине углавном имају мање спратова, али границе нису увек јасне. Емпорис дефинише нискоспратнице као „затворену структуру испод 35 метара [115 стопа] која је подељена на редовне спратове.“ Град Торонто дефинише средњеспратницу као зграду између 4 и 12 спратова.

## Типови и карактеристике

### Гарсоњера
Најмањи самостални станови се називају студио, гарсоњера или нежењачки станови у САД и Канади, или студио станови у Великој Британији. Ове јединице се обично састоје од велике једнокреветне главне просторије која делује као дневна соба, трпезарија и спаваћа соба у комбинацији и обично укључује и кухињске просторе, са одвојеним купатилом. У Кореји, израз „једна соба” (ванрум) се односи на студио апартман.
Бедсит је варијанта за једнокреветне собе у Великој Британији: дневни боравак са креветом, углавном без прибора за кување, са заједничким купатилом. Бедсит није самосталан, па тако није ни стан или апартман; он је део онога што влада Уједињеног Краљевства назива вишенаменска кућа.

### Баштенски стан (САД)
Меријам-Вебстер дефинише баштенски стан на америчком енглеском као „вишестамбени приземни стан који има значајан травњак или баштенски простор.“ Стамбене зграде су често распоређене око дворишта која су отворена на једном крају. Такав баштенски стан дели неке карактеристике градске куће: сваки стан има сопствени улаз у зграду или дели тај улаз преко степеништа и предворја који се граничи са другим јединицама непосредно изнад и/или испод њега. За разлику од градске куће, сваки стан заузима само један ниво. Такве баштенске стамбене зграде скоро никада нису више од три спрата, пошто им обично недостају лифтови. Међутим, прве зграде са становима у врту у Њујорку, САД, изграђене почетком 1900-их, изграђене су на пет спратова. Неке стамбене зграде у башти постављају гаражу за један аутомобил испод сваког стана. Унутрашњи простори су често уређени.

### Салонски стан
Салонски стан је појам који се везује за ексклузивне станове грађене у склопу вишепородичних кућа у Београду и појединим градовима Југославије у првим деценијама 20. века. Структура станова обухватала је централно лоцирано предсобље са комбинованом функцијом трпезарије и једног или више салонских простора. Већина ових станова изграђена је у Београду (Србија), уз прве примере станова популарно названих 'салонски станови', са концептом просторне и функционалне организације који се касније проширио на друге веће урбане центре у Југославији.

### Мезонета
Мезонета (произашла из речи maisonnette, на француском значи „мала кућа“. Франсуски начин писања се оригинално користио и на енглеском. Ова реч је у задње време мало користи. Мазонета нема стриктну дефиницију, али OED предлаже „део стамбене зграде који је засебно користи, обично на више спратова и има сопствени спољни улаз." Од стана се разликује по томе што обично има више од једног спрата, са унутрашњим степеништем за стан које води од улазног спрата до горњег (или, у неким случајевима, доњег) другог спрата. Ово је веома уобичајен аранжман у великом броју послератних британских станова (посебно, али не искључиво, у јавном становању) који служи и за смањење трошкова смањењем количине простора који се даје приступним ходницима и за опонашање 'традиционалне' двоспратне куће са терасама на које су многи од становника били навикнули. Такође омогућава становима, чак и када се приступа кроз ходник, да имају прозоре са обе стране зграде.
Мезонета би могла да обухвати тајнсајдске станове, парове једноспратних станова унутар двоспратних тераса. Њихова особена карактеристика је што користе двоје одвојених улазних врата на улицу, од којих свака воде у један стан. „Мезонета“ би се могала протезати и до викендица, познатих и као „четири стана у блоку“, што је стил становања уобичајен у Шкотској.

## Историјски примери

### Преколумбијска Америка
Пуеблоански народи садашњих југозападних Сједињених Држава изградили су велике станове са више соба, од којих неки имају више од 900 соба, од 10. века.
У мезоамеричком граду Теотихуакану из класичног периода, станови нису били само стандардно средство за смештај градске популације од преко 200.000 становника, већ показују изузетно равномерну расподелу богатства за цео град, чак и по савременим стандардима. Штавише, у становима је живело опште становништво у целини, за разлику од других предмодерних друштава, где су станови били ограничени на смештај припадника ниже класе друштва, као и код донекле савремених римских инсула.

### Древни Рим
У старом Риму, инсули (једнина insula) су биле велике стамбене зграде у којима су становали нижи и средњи слојеви Римљана. Спрат у приземљу је коришћен за таберне, продавнице и предузећа, са животним простором на вишим спратовима. Инсуле у Риму и другим царским градовима досезале су до десет или више спратова, неке са више од 200 степеница. Неколико царева, почевши од Августа (владао 30. п. н. е. – 14. н.е.), покушало је да успостави границе од 20–25  за вишеспратнице, али је то наишло на само ограничен успех. Доње спратове су обично заузимале продавнице или богате породице, док су горњи спратови били издавани нижим слојевима. Преживели Оксиринхијски папируси указују на то да су седмоспратнице постојале чак и у провинцијским градовима, као што је Хермополис из 3. века у римском Египту.

### Древни и средњовековни Египат
Током средњовековног арапско-исламског периода, у египатској престоници Фустат (Стари Каиро) било је много стамбених зграда високих око седам спратова које су наводно могле да приме стотине људи. У 10. веку, Ал-Мукадаси их је описао као налик на минарете, и навео да је већина становништва фустата живела у овим вишеспратним стамбеним зградама, од којих свака има више од 200 људи. У 11. веку, Насер Хусрав је описао неке од ових стамбених зграда које су се уздизале до четрнаест спратова, са кровним баштама на горњем спрату заједно са воденим точковима које су вукли волови за наводњавање.
До 16. века, садашњи Каиро је имао и вишеспратнице са становима, у којима су два доња спрата била за комерцијалне и складишне сврхе, а више спратова изнад њих издавани су станарима.